# James Rowland Angell
James Rowland Angell (Burlington, 8 maggio 1869 – Hamden, 4 marzo 1949) è stato uno psicologo statunitense.
Insegnante a Yale fino al 1939, fu tra i primi esponenti dell'indirizzo psicologico che prese il nome di funzionalismo. Nel 1903 scrisse The relation of structural and functional psichology to philosophy.
Fu notevolmente influenzato dal pensiero di John Dewey ed è conosciuto in ambito psicologico per il concetto di Psicologia funzionale.